# 旧博伊滕
旧博伊滕（德語：Altenbeuthen）是德国图林根州的一个市镇。总面积7.87平方公里，总人口220人，其中男性114人，女性106人（2011年12月31日），人口密度28人/平方公里。